# Lisa Loeb (cabaretier)
Lisa Loeb (Amstelveen, 31 mei 1989) is een Nederlandse cabaretier, zangeres, presentatrice, podcastmaker en schrijfster.

## Biografie

### Beginjaren
Loeb studeerde af in de richting jazz-zang op het Conservatorium van Amsterdam en volgde haar master aan de Amsterdamse Toneelschool & Kleinkunstacademie. Ze was jarenlang deel van het cabaretduo Matroesjka. Het duo speelde meermaals op festivals als Lowlands en Zwarte Cross.

### Solo
In 2020 en 2021 speelde Loeb haar eerste soloprogramma, genaamd: Extase. De voorstelling ging over haar angststoornis en depressies. Het lied Mijn Odyssee, afkomstig uit de voorstelling, werd genomineerd voor de Annie M.G. Schmidt-prijs 2020. Een jaar later werd het lied Eten of gegeten worden genomineerd voor de Annie M.G. Schmidt-prijs 2021.

### Televisie en film
Op 27 augustus 2021 won Loeb de finale van De Slimste Mens (zomerseizoen 2021) op NPO 2 en brak zij door bij het grote publiek. Daarna was ze te zien als vaste columnist in het praatprogramma Khalid & Sophie op NPO 1 en in programma's als Amazing Grace van de EO en Tien voor Taal. Op 10 april 2022 ontving ze de Mensa Fonds Impact Award van het Mensa Fonds. Ze won deze 'hoogbegaafdenprijs' omdat ze met humor en openheid onderwerpen als de positie van (slimme) vrouwen en geestelijke gezondheid bespreekbaar maakt, aldus de jury. Vooral van haar optreden in De Slimste Mens was de jury onder de indruk.
In november 2022 kwam Loebs debuutroman BANG uit bij Lebowski Publishers. In dezelfde maand werd het datingprogramma FBoy Island van HBO Max uitgezonden, met Loeb als presentatrice.
In 2023 won Loeb tevens het tweede seizoen van The Connection. Ook deed ze dat jaar mee aan Beat the Champions VIPS. In 2024 deed ze mee aan Stars on Stage, waarin ze op de vijfde plaats eindigde. In datzelfde jaar deed ze mee aan Wat een dag!.
In 2024 was Loeb te zien als verteller in de televisieserie Scrooge live en in 2025 was ze te gast bij de podcast DAMN, HONEY. In de zomer van 2025 maakte Loeb haar filmdebuut als actrice in de bioscoopfilm Lekker met de meiden.

### Podcast
Samen met haar partner Daniel Paarlberg maakt ze de podcast De Complottenpiramide. Hierin onderzoeken ze opmerkelijke complottheorieën, zoals die rond de aanslagen op 11 september 2001 ('9/11'), de maanlanding en de dood van 2Pac. Naar aanleiding van deze podcast schreven ze het boek Dit kan geen toeval zijn - Alles over complottheorieën en wat erachter schuilgaat en gingen ze in 2025 langs de theaters met het gelijknamige theaterprogramma.

## Theaterprogramma's
- 2016: Eeuwig Vlees met Matroesjka - Regie: Pepijn Cladder
- 2018-2019: BRAINWASH met Matroesjka - Regie: Titus Tiel Groenestege
- 2020-2021: Extase - Regie: Stephanie Louwrier, coaching: Daria Bukvic
- 2025: Dit kan geen toeval zijn met Daniel Paarlberg

### Bestseller 60
| Boeken met noteringen in de Nederlandse Bestseller 60 | Jaar van verschijnen | Datum van binnenkomst | Hoogste positie | Aantal weken | Opmerkingen                          |
| ----------------------------------------------------- | -------------------- | --------------------- | --------------- | ------------ | ------------------------------------ |
| BANG                                                  | 2022                 | 16-11-2022            | 46              | 1            |                                      |
| Dit kan geen toeval zijn                              | 2025                 | 30-04-2025            | 29              | 1            | in samenwerking met Daniel Paarlberg |